# Smøla (île)
Smøla  est la grande île de la commune de Smøla, du comté de Møre og Romsdal, dans la mer de Norvège.

## Description
L'île de 214 km2 est la 19e plus grande des îles Norvège. 
Les îles de Hitra et Frøya se trouvent au nord-est, Skardsøya et Ertvågsøya au sud-est, Stabblandet et Tustna au sud, et la mer de Norvège ouverte à l'ouest et au nord. L'île est entourée de milliers de petits îlots, dont l'île historiquement importante d'Edøya.
La grande majorité de la population de la municipalité est sur l'île. L'île dispose d'un bon réseau routier à travers l'île qui la relie à de nombreuses petites îles environnantes, cependant, elle n'a pas de liaisons routières extérieures avec le reste de la Norvège. Le seul service de ferry régulier passe par la petite île d'Edøya au sud de Smøla, à laquelle on peut se rendre en voiture depuis Smøla.

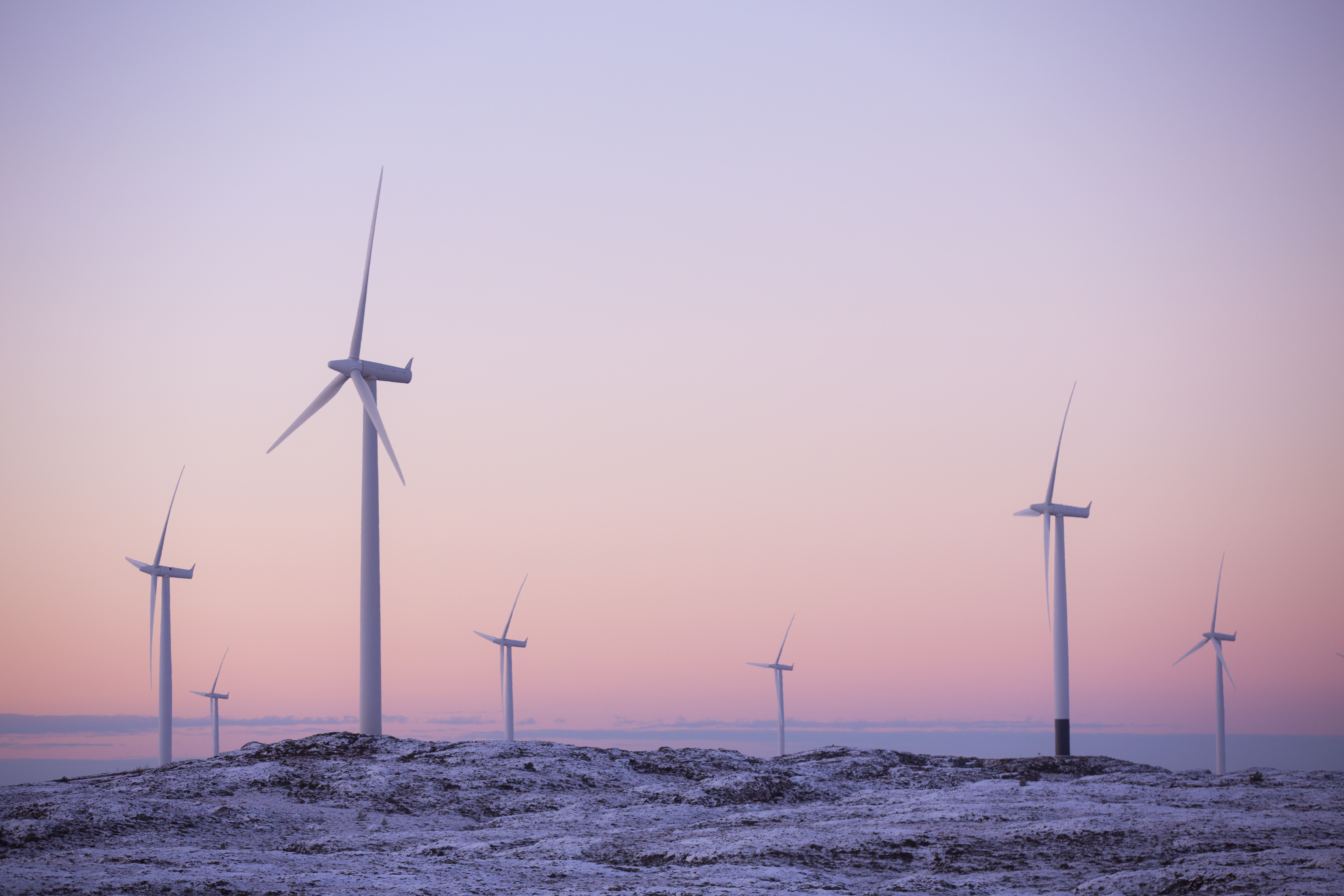
Parc éolien

La population de l'île est principalement employée dans l'industrie de la pêche ou dans les industries qui soutiennent l'industrie de la pêche. Il y a aussi une usine de fenêtres sur l'île. Il y a aussi de l'agriculture laitière et maraîchère sur l'île.
En raison de la nature plate et dégagée de l'île, le Smøla Wind Farm (en) est situé dans la partie nord-ouest de l'île depuis 2009.

## Zone de conservation du paysage de Sør-Smøla
Les animaux et les plantes de la région sont protégés depuis 2009. La zone est un paysage culturel côtier avec des communautés végétales dominées par les graminées et les herbes, à côté des zones de bruyère et des prés salés, typiques des zones de pâturage. Plusieurs villages de pêcheurs sont situés dans la région et lui confèrent également une grande valeur culturelle et historique. C'est par ailleurs une zone marine riche avec de riches forêts de varech et des ceintures d'algues. Baies, étangs et étangs de l'eau salée pure en passant par l'eau saumâtre jusqu'à l'eau douce pure. Cela rend la région riche en oiseaux de mer, loutres et aigles de mer. En hiver, un grand nombre d'oiseaux séjournent dans la région. La zone est également caractérisée par une surcroissance locale, du vison sauvage et de grandes quantités de déchets le long des plages.